# Edmond Depontieu
Edmond Aloïs Louis Depontieu, né le 10 août 1869 à Roulers et décédé le 31 janvier 1940 à Menin fut un homme politique belge catholique.
Depontieu fut maître-tailleur.
Il fut élu conseiller communal de Menin (1926) et sénateur de l'arrondissement de Courtrai-Ypres (1924-29), en suppléance de Frédéric Van De Voorde, puis sénateur provincial de la province de Flandre-Occidentale (1929-39).

## Sources
- Bio sur ODIS